# Pokłonnik kamilla
Pokłonnik kamilla (Limenitis camilla) – gatunek motyla dziennego z rodziny rusałkowatych (Nymphalidae), spokrewniony z pokłonnikiem osinowcem i pokłonnikiem anonyma (redukta).

## Wygląd
Rozpiętość skrzydeł 5–6 cm. Z wierzchu skrzydła są czarne z białym wzorem i czarnym użyłkowaniem, od spodu są czerwonobrązowe także z białym wzorem. Samice jaśniejsze i większe od samców. Zielonobrązowa gąsienica pokryta dwoma rzędami czerwonobrunatnych kolców i czerwoną głową. Poczwarka zielona z dwoma rogami i metalicznymi plamkami.

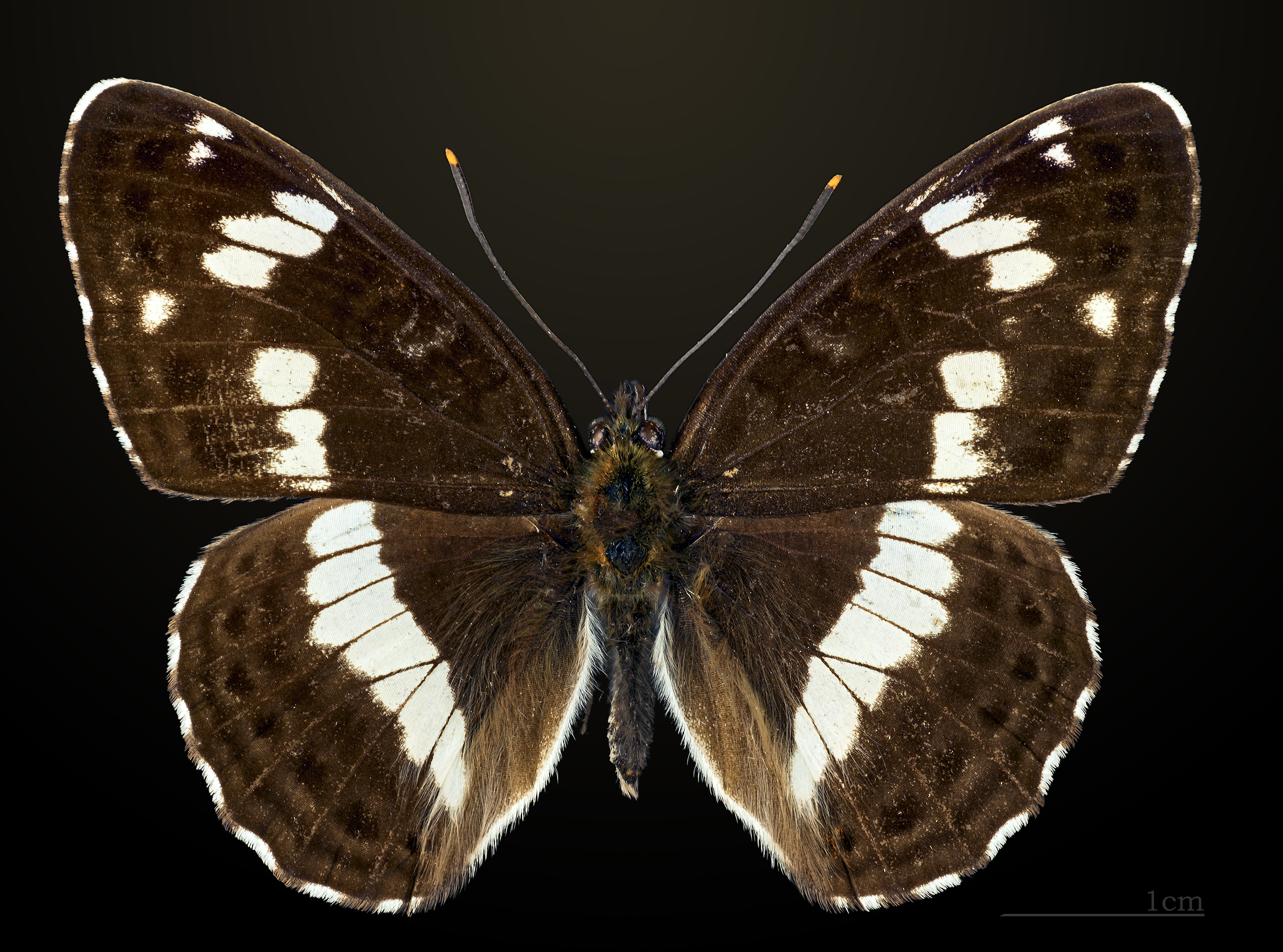
Limenitis camilla
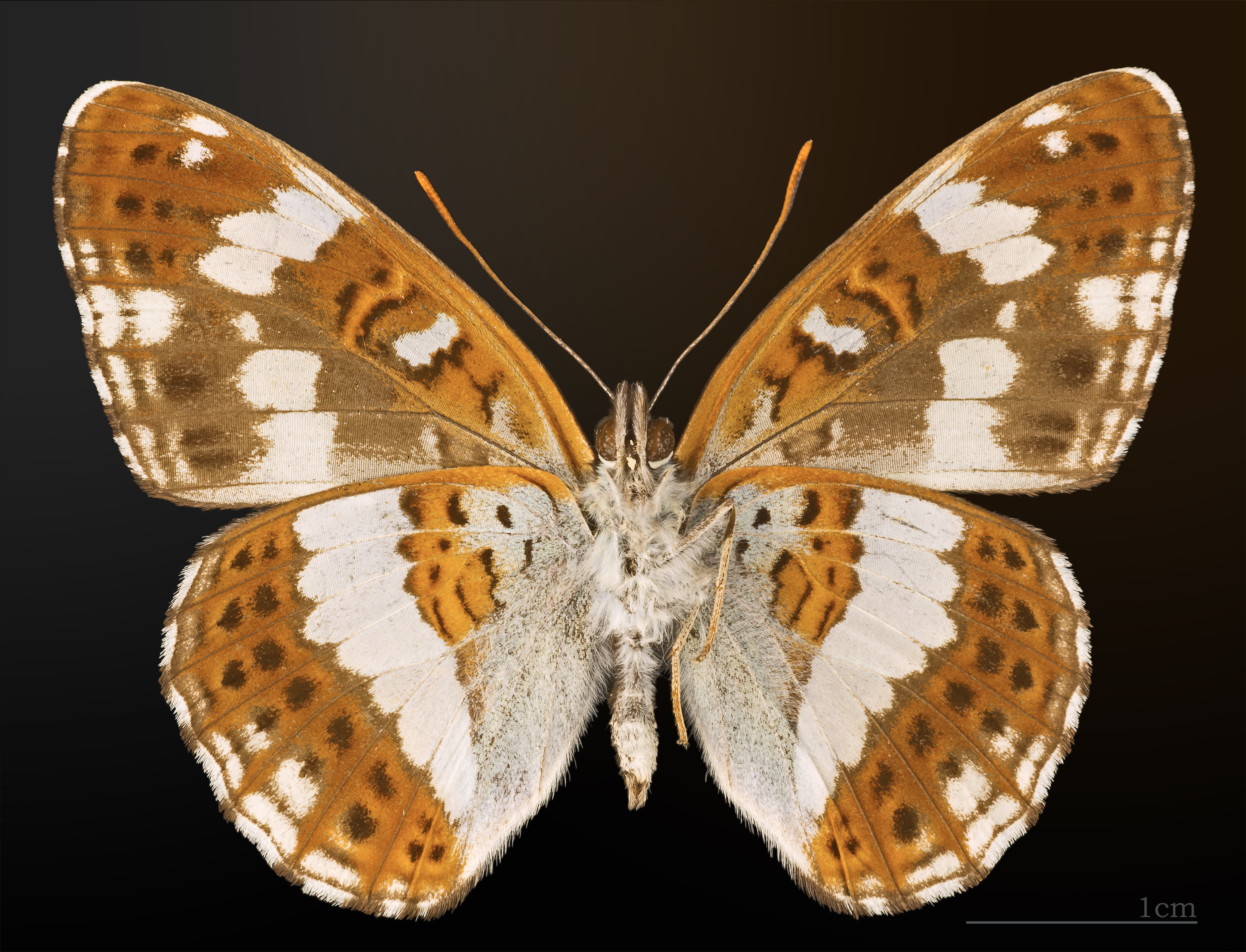
Limenitis camilla △

## Występowanie
Gatunek palearktyczny. W sierpniu 2013 zaobserwowany w Tatrach, choć nie występuje w tym rejonie Polski. Gąsienice żerują na różnych gatunkach wiciokrzewu.